# 糙叶花椒
糙叶花椒（学名：Zanthoxylum collinsae）为芸香科花椒属下的一个种。

## 扩展阅读
- 維基物種上的相關：糙叶花椒